# Brvar
Brvar je priimek v Sloveniji, ki ga je po podatkih Statističnega urada Republike Slovenije na dan 1. januarja 2010 uporabljalo 383 oseb in je med vsemi priimki po pogostosti uporabe uvrščen na 932. mesto.

## Znani nosilci priimka
- Ana Brvar (*1938), prevajalka
- Andrej Brvar (*1945), pesnik, urednik
- Andrej Brvar (*1953), politik, planinski funkcionar
- Bogomil Brvar (*1947), informatik, kriminolog - statistik, državni sekretar (MNZ)
- Gregor Brvar (*1983), biatlonec
- Igor Brvar, bobnar
- Klemen Brvar (*1980), zgodovinar
- Matej Brvar, pesnik
- Marko Brvar, bobnar
- Miran Brvar, zdravnik toksikolog, prof. MF
- Mirko Brvar, prof. glasbe (oče pesnika Andreja B.)
- Roman Brvar (1950-2014), specialni didaktik
- Vanda Brvar, filmska scenaristka in režiserka
- Veronika Brvar, muzikologinja, radijska urednica, programski vodja Festivala Lj, predsednica Glasbene matice Ljubljana